# Bisdom Lund

Bisdom Lund

Het bisdom Lund (Zweeds: Lunds stift) is een bisdom van de Zweedse Kerk met zetel in de stad Lund.
Het bisdom werd als Deens rooms-katholiek bisdom opgericht in 1060. Het gebied werd afgesplitst van het bisdom Roskilde. Het was suffragaan aan het aartsbisdom Bremen.
Vanaf 1104 was hier de aartsbisschoppelijke zetel voor vrijwel geheel Scandinavië en Finland ten tijde van de Unie van Kalmar. Het werd onafhankelijk van het aartsbisdom Bremen. Onder andere de bisdommen Sleeswijk, Ribe en Aarhus werden suffragane bisdommen. In 1152 werd Noorwegen van het aartsbisdom afgesplitst in het aartsbisdom Nidaros en in 1164 werd in Zweden het aartsbisdom Uppsala opgericht. Dit aartsbisdom was echter nog geruime tijd suffragaan aan Lund.
In 1536 werd het rooms-katholieke aartsbisdom als gevolg van de Reformatie opgeheven. Het werd een luthers bisdom onder gezag van het aartsbisdom Uppsala.

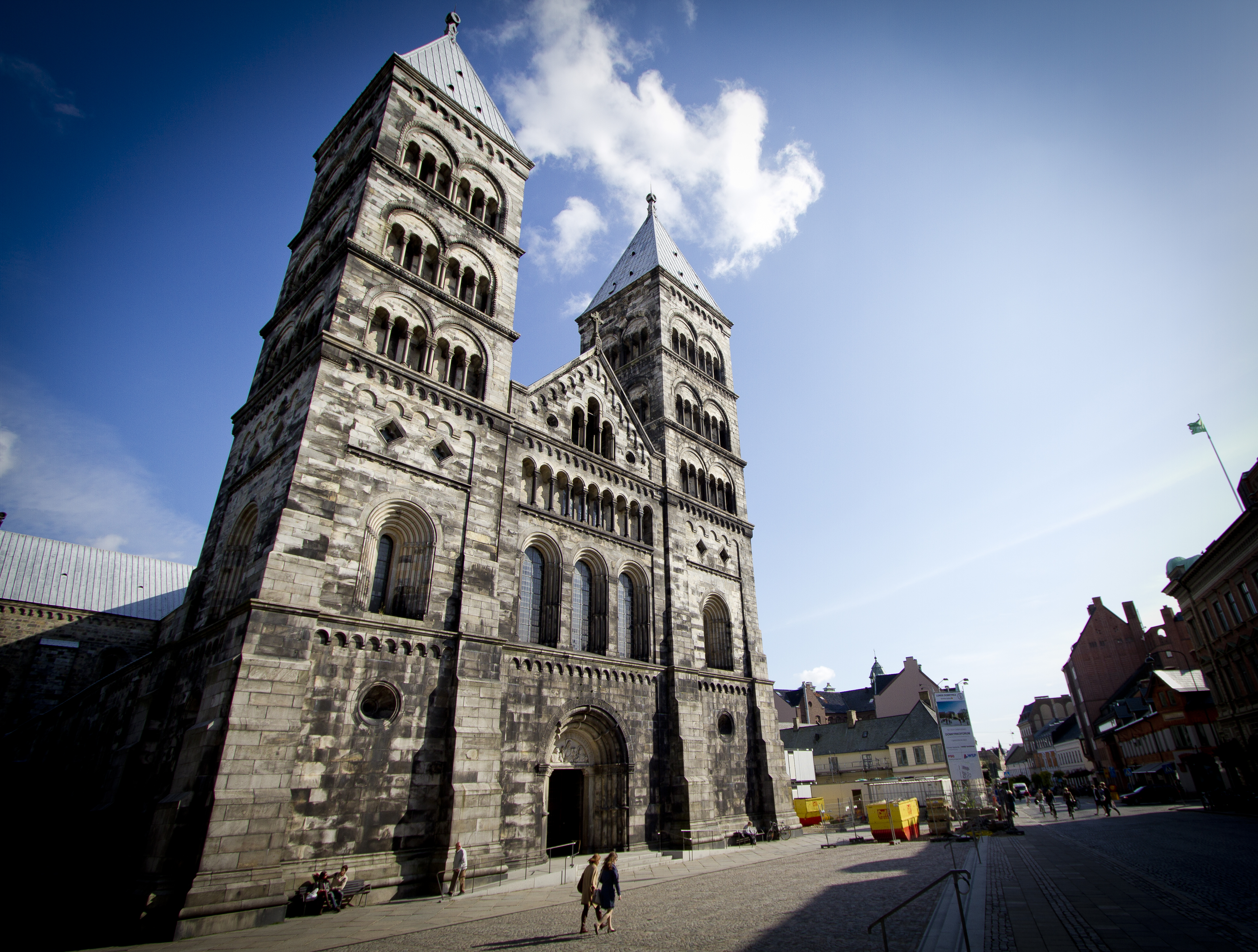
Dom van Lund
Wapen van het bisdom